# Zeven Zonden (bier)
Zeven Zonden is een reeks van Belgische bieren van hoge gisting.
De bieren worden gebrouwen in The Brew Society door Koen Hugelier van brouwfirma Hugel. Deze reeks van zeven bieren is gebaseerd op de zeven hoofdzonden. In 2010 werd het eerste bier Luxuria (onkuisheid) op de markt gebracht en in 2011 Gula (gulzigheid). Beide bieren worden gebrouwen met vier soorten mout, drie soorten hop en zes kruiden. In 2013 kwam het derde bier op de markt, Invidia, een chocoladebier dat de jaloersheid symboliseert. In 2015 werd dit bier met een gouden medaille bekroond op de Brussels Beer Challenge. Begin 2016 kwam het vierde bier, Superbia (hoogmoed) op de markt. Sinds februari 2021 is het vijfde bier, Ira (woede) uitgebracht.

## Varianten
- Luxuria, robijnrood bier met een alcoholpercentage van 9% (sinds 2010)
- Gula, robijnrood bier met een alcoholpercentage van 10% (sinds 2011)
- Invidia, donker chocoladebier met een alcoholpercentage van 10% (sinds 2013)
- Superbia, IPA met een alcoholpercentage van 7% (sinds 2016)
- Ira, tarwebier met exotische kruiden en een alcoholpercentage van 7% (sinds 2021)

Volgende bieren zijn gepland voor de toekomst:
- Avaritia
- Acedia